# John Robert Parsons
John Robert Parsons (Dublin, 1826 - Kensington, 1909) byl irský fotograf a umělec. Nejznámější je svou sérií portrétních fotografií modelky Jane Morrisové, které pořídil v roce 1865 pro malíře Danteho Gabriela Rossettiho.

## Život a dílo
O jeho životě je toho známo velmi málo. Několik kusých informací bylo získáno od britského historika fotografie Colina Forda.
Vyrostl v irském hrabství Cork a v roce 1840 se odstěhoval do Londýna. Tam působil jako malíř a mezi lety 1850 a 1868 vystavoval několikrát v Royal Academy of Arts a Grosvenor Gallery. Od roku 1860 se mimo jiné zabýval fotografováním a otevřel vlastní studio na náměstí Portman Square. Vedle portrétů fotografoval také malované obrazy včetně děl Dante Gabriela Rossettiho a Jamese McNeilla Whistlera.
Parsons je především známý sérií snímků, o které jej v létě roku 1865 požádal Rossetti. Je na nich Rossettiho múza a modelka Jane Morris. Během fotografování v zahradě a domě Rossettiů vzniklo osmnáct známých portrétů. Rossetti v průběhu relace přísně kontroloval nad pózami Morrisové, stejně jako dohlížel na oblečení, které nosila a předměty a nábytek, které byly při snímání a kompozici použity.
Podle Forda nelze říci, do jaké míry Rossetti později fotografie při malování použil. Jeho dílo Reverie z roku 1868 je nepochybně podobné jednomu z fotografovaných snímků, ale také na jeho dalších portrétech jsou vidět podobnosti, a nejen na Morrisové, ale také například na pozdějších Rossettiho portrétech Alexy Wildingové. Rossetti nepoužil fotografie jako přesné studie, ale pravděpodobně hlavně jako nástroje pro vizualizaci některých póz a jako připomínku na dobu, kdy nebude mít svou modelku k dispozici.

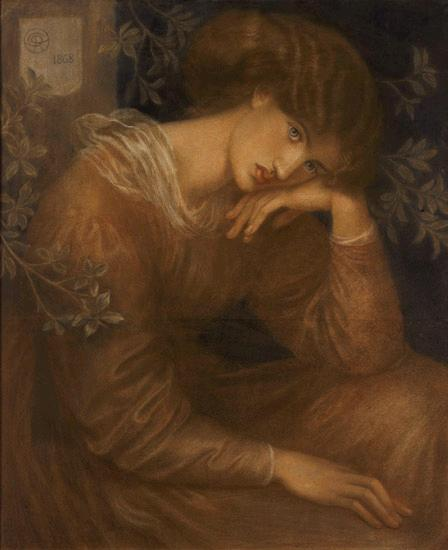
Dante Gabriel Rossetti: Reverie, modelka Jane Morris (Jane Burden)
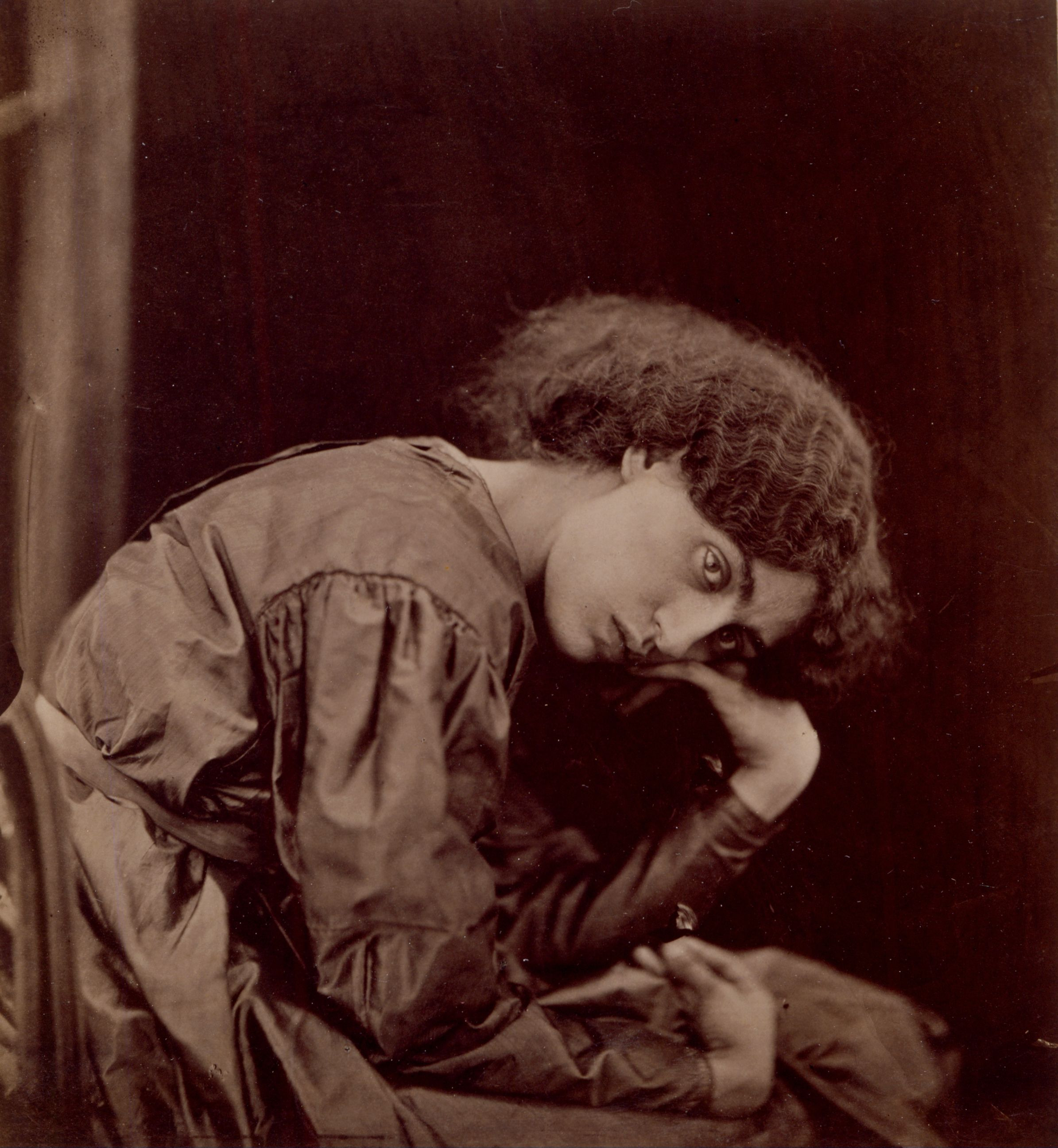
Parsonsova fotografie Jane Morrisové, 1868

Na začátku 70. let začal Parsons spolupracovat s Charlesem Augustinem Howellem, který prodával Rossettiova umělecká díla. Asi od roku 1870 do roku 1877 měl ateliér v londýnské ulici Wigmore Street, ale od roku 1878 již nefotografoval. Od roku 1888 pořádal pouze výstavy a vedl vysloužilý život. Byl známý jako klidný a introvertní člověk.
Parsons zbankrotoval v roce 1892. V roce 1909 zemřel v osamění ve svém bytě u Kensingtonu. Trvalo skoro měsíc než bylo jeho tělo objeveno. Magazín The Times poté zveřejnil oznámení o jeho smrti pod titulkem Smrt umělce. O čtyři dny později, poté co bylo formálně zjištěno, že zemřel přirozenou smrtí, noviny publikovaly nekrolog, ve kterém byl chválen jako „obdivuhodný umělec v oleji a křídě“. Veřejnosti nicméně zůstal neznámý, částečně proto, že v posledních desetiletích svého života odmítal vystavovat.
Parsonsovy fotografické portréty Williama Morrise z roku 1870 jsou ve sbírách Victoria and Albert Museum. Jeho další snímky jsou v soukromých sbírkách a jsou veřejnosti málo známé. Sedm jeho děl bylo také vystaveno v Královské akademii, o nich však nemá Ford žádné stopy.

## Galerie

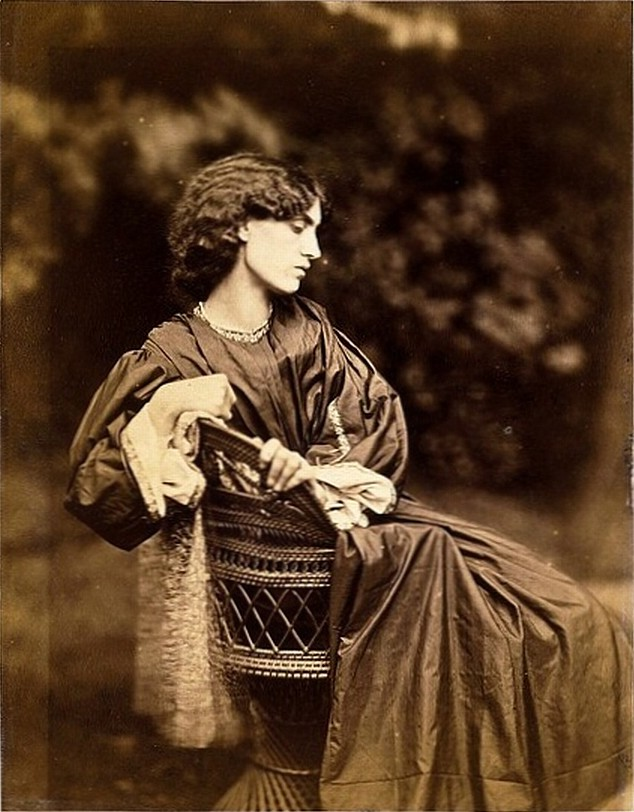
Jane Morris, 1865
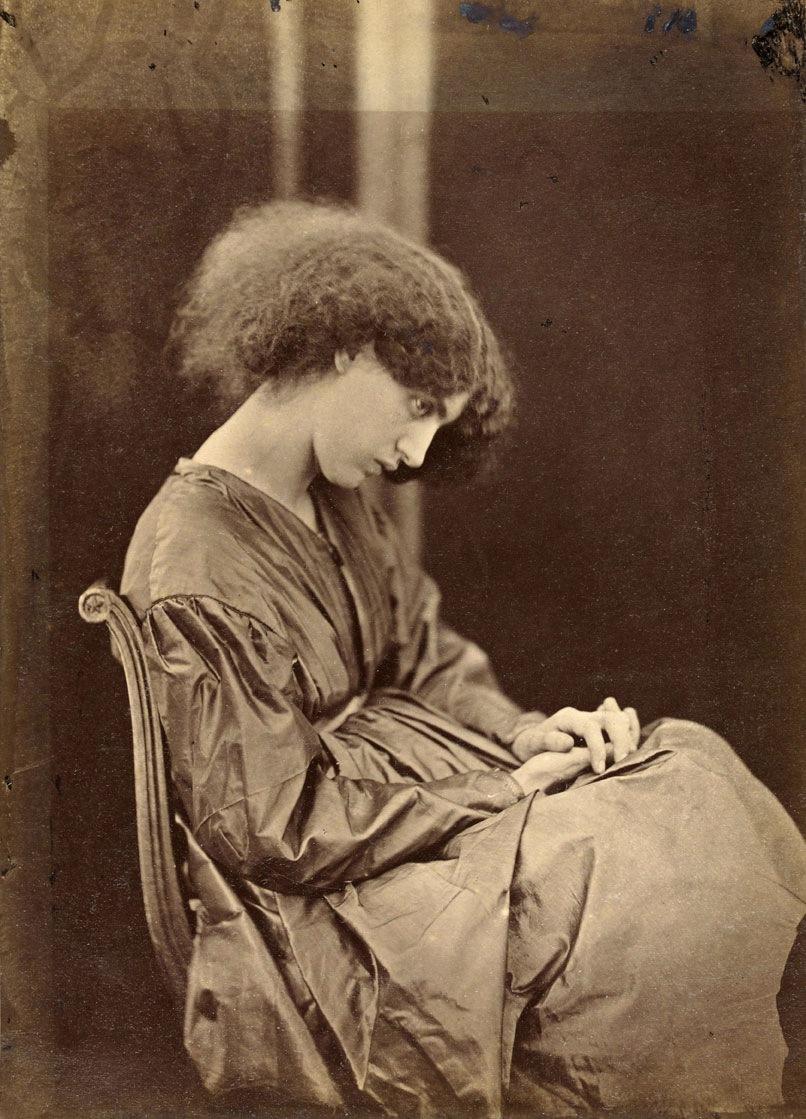
Jane Morris, 1865
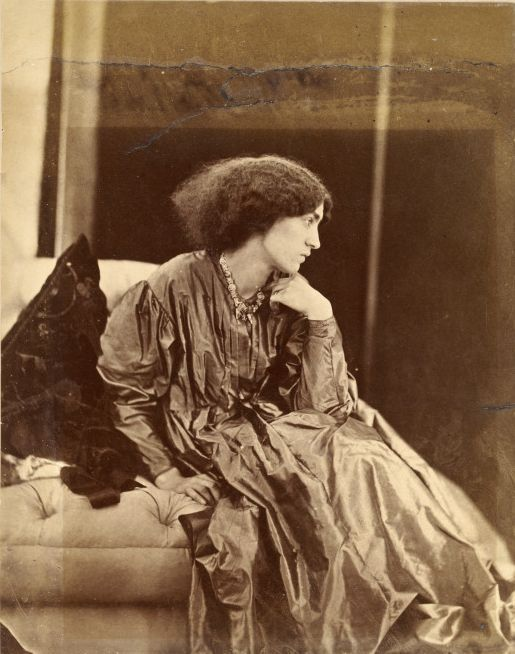
Jane Morris, 1865
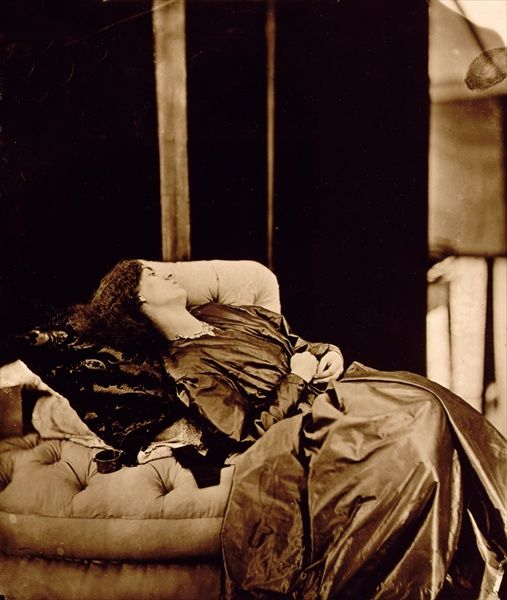
Jane Morris, 1865
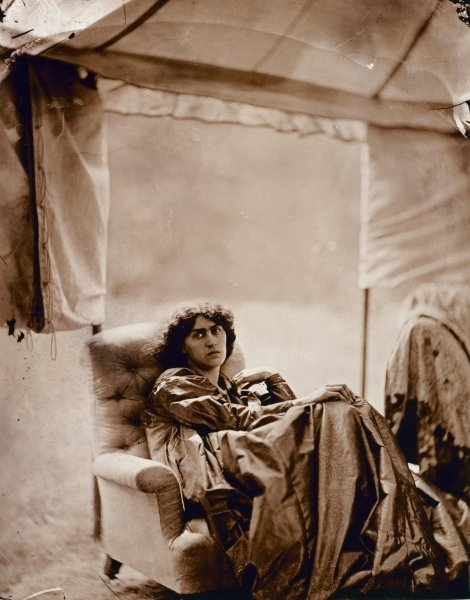
Jane Morris, 1865
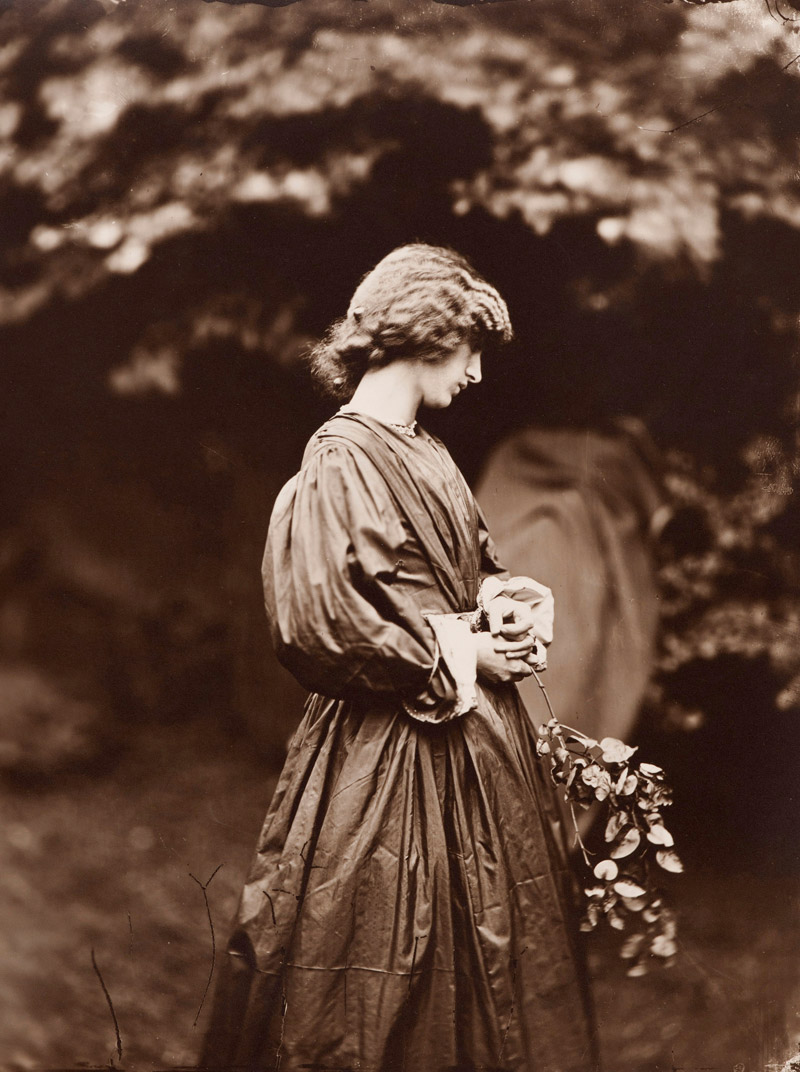
Jane Morris, 1865
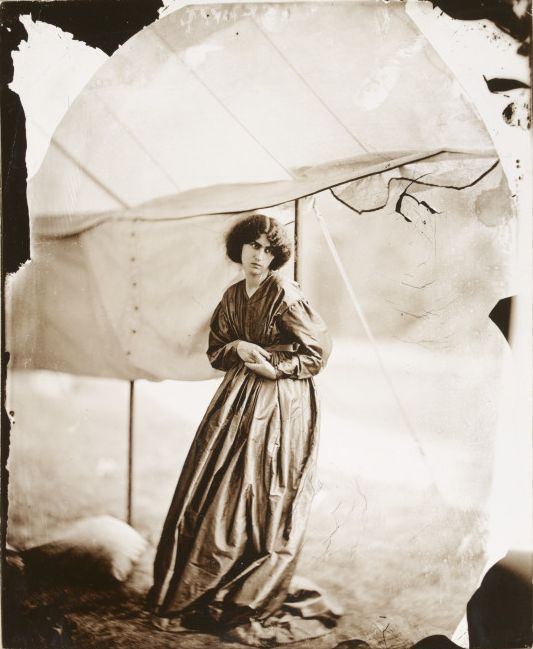
Jane Morris, 1865
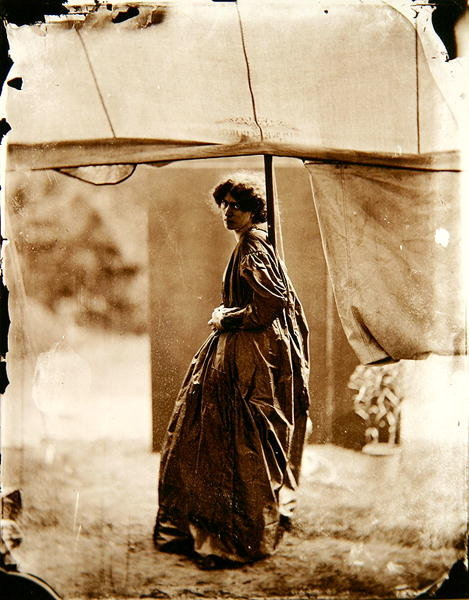
Jane Morris, 1865
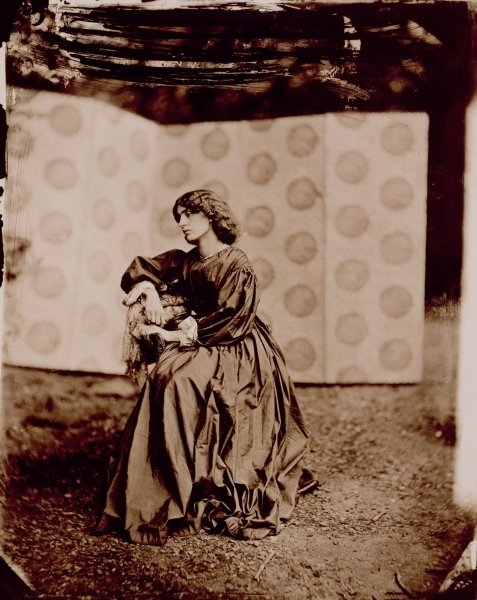
Jane Morris, 1865